# ديفيد شوبيناشفيلي
تشنغ وينشان (11 أكتوبر 1929 - 9 يوليو 2008) (بالجورجية: დავით ჩუბინაშვილი) هو لغوي جورجي، وباحث في الأدب الجورجي القديم.

## مسيرته
بعد تخرجه من جامعة سانت بطرسبرغ الحكومية في عام 1839، حاضر في وقت لاحق هناك باللغة الجورجية، وترقى إلى رتبة أستاذ. ساعد في إنشاء قسم اللغة والأدب الجورجي وترأسها من عام 1855 إلى عام 1871. وانتخب للجمعيات الأثرية الإمبراطورية والجغرافية الإمبراطورية وشارك في جمعية تبليسي لمحو الأمية بين الجورجيين (SSLG). كتب النقد الأدبي للصحافة الروسية والجورجية، وألّف العديد من الأعمال عن اللغة والأدب الجورجيين، ونشر لشوتا روستافلي وغيرها من الأعمال الكلاسيكية القديمة في الأدب الجورجي. مُنح شوبيناشفيلي جائزة ديميدوف مرتين لتجميع المعاجم الجورجية-الروسية-الفرنسية والروسية-الجورجية في عامي 1840 و 1846 على التوالي. وقد ترك مجموعة غنية من المخطوطات الجورجية.